# Igreja Protestante em Timor-Leste
A Igreja Protestante em Timor-Leste (IPTL) é uma denominação reformada continental na Timor-Leste, constituída em 1979, por igrejas constituídas por missionários indonésios.
É a maior denominação protestante no país. 

## História

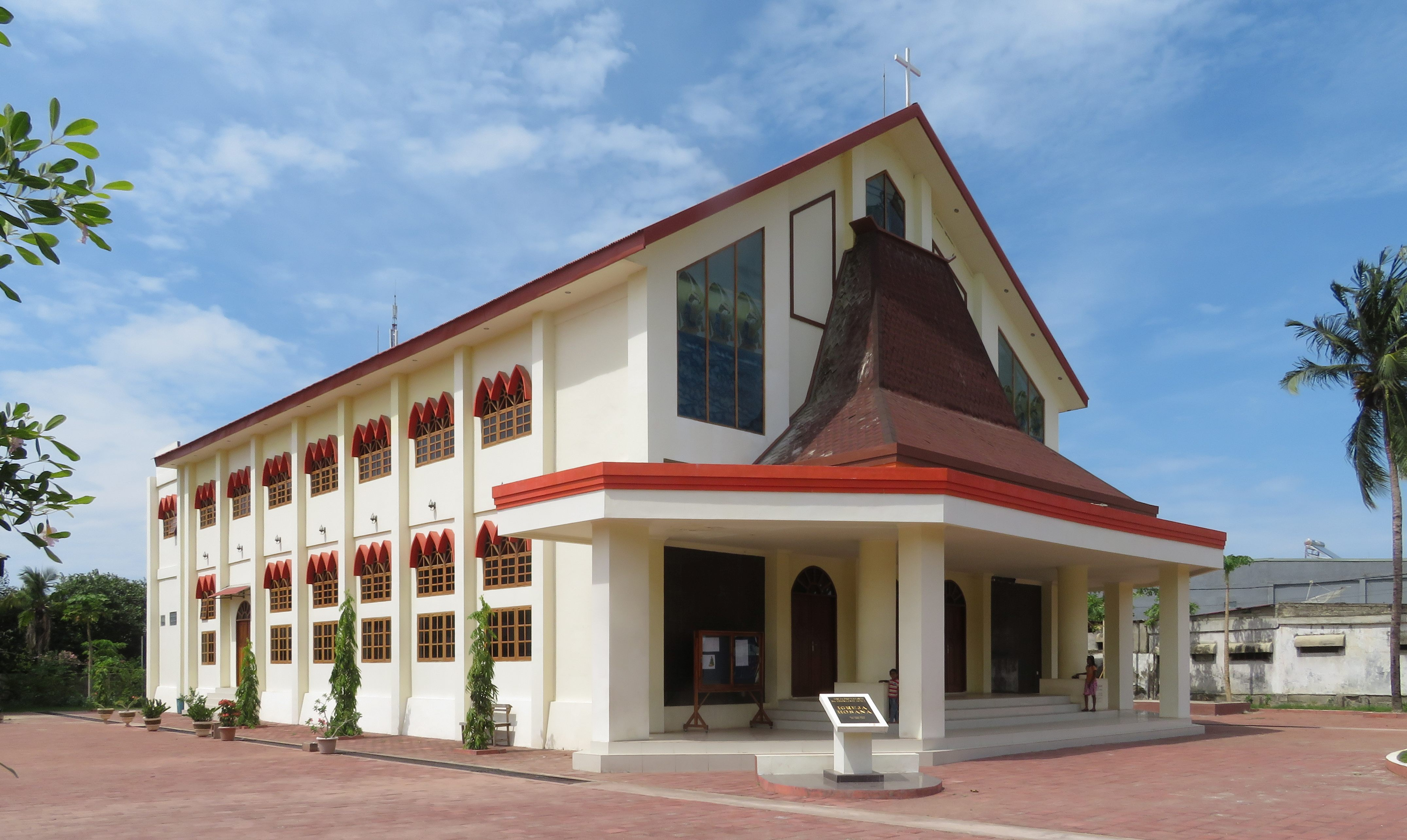
Igreja Hosana, da IPTL, em Motael (Dili)

Desde a chegada dos portugueses em Timor-Leste, a Igreja Católica Romana foi estabelecida como religião oficial e todas as demais religiões foram suprimidas.
Em 1975, os portugueses abandonaram o território, e o Timor-Leste foi anexado pela Indonésia. 
Entre os funcionários do governo e os militares que se mudaram para lá, havia vários protestantes e várias congregações protestantes foram estabelecidas. 
Em 1979, foi criada uma Agência Coordenadora de Congregações Cristãs Protestantes em Timor-Leste, sob supervisão da Igreja Protestante na Indonésia. À época a denominação tinha 6.668 membros.
Em 9 de julho de 1988, foi formado o primeiro sínodo e organizada uma igreja regional da Igreja Protestante na Indonésia. O primeiro nome da igreja foi Igreja Cristã em Timor-Leste.
Em 1996, a denominação tinha 67 igrejas e 34.625 membros.
Desde de 2002, a IPTL é a maior denominação protestante do país, mas seu número de membros havia diminuído para 17.000.
Em 2008, um grupo de igrejas se separou da denominação e, com a ajuda de missionários da Igreja Presbiteriana da Austrália, formou a Igreja Evangélica Presbiteriana de Timor-Leste.
Em 2018, a IPTL tinha 74 igrejas, espalhadas por todo o país.

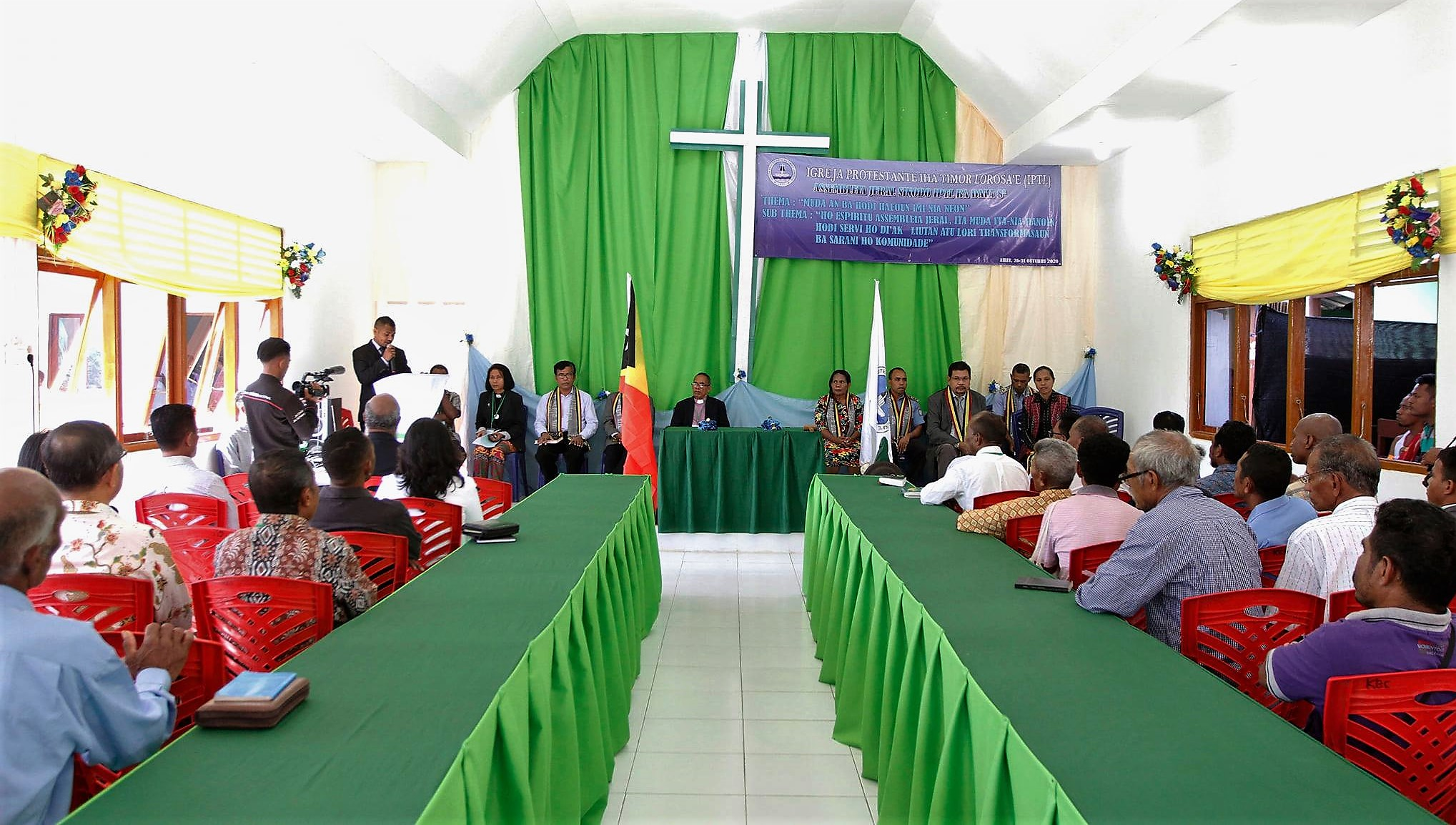
Assembleia Geral da Igreja Protestante em Timor-Leste, em 2020

## Doutrina
A IPTL subscrevem o Credo dos Apóstolos, Credo Niceno-Constantinopolitano e o Credo de Atanásio. Além disso, a ordenação permite a ordenação de mulheres em todos os seus ofícios.

## Relações intereclesiásticas
A IPTL é membro da Conselho de Igrejas da Ásia, Conselho Mundial de Igrejas e Comunhão Mundial das Igrejas Reformadas. 